# エリトリア独立戦争
エリトリア独立戦争（エリトリアどくりつせんそう、ティグリニャ語:ኲናት ናጽነት ኤርትራ）は、1961年9月1日から1991年5月29日の間、エチオピア政府とエリトリアの分離主義者との間で起きた武力紛争。この紛争が勃発した後、独立戦争と並行してエリトリア内戦（1972年-1974年、1980年-1981年）、エチオピア内戦（1974年-1991年）が起きている。
紛争はエリトリア人民解放戦線（EPLF）と協力関係にあったエチオピア人民革命民主戦線（EPRDF）によってエチオピアの首都アディスアベバが陥落し、エリトリア州内のエチオピア軍が掃討されることで、EPLFが州内を勢力下に置いた1991年までの30年にわたって続けられた。1993年4月、エチオピア政府による国民投票で投票者の殆どが独立に賛成した結果、エチオピアからの独立及びエリトリアの主権承認が同年5月28日に行われた。また、2つの主だった独立勢力、エリトリア解放戦線（ELF）とエリトリア人民解放戦線（EPLF）とが独立戦争中に主導権争いを行い、エリトリア内戦を起こしている。

## 背景

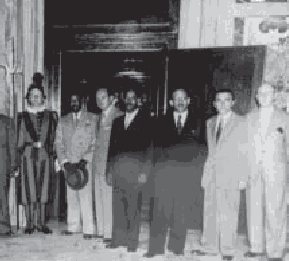
エリトリアの独立が決定された1949年の会議

エリトリアは1941年にイタリア領エリトリア（イタリア領東アフリカ）からイギリス軍政に移り、1950年に戦後の処遇を決めるための調査団が国際連合によって送られている。イギリス軍政期におけるエリトリア独立派勢力としては1946年結成のムスリム連盟（Muslim League, ML）、1947年結成のエリトリア自由進歩党（Eritrean Leberal Progressive Party, ELPP）及びこれらが中心となって1949年に結成された独立派連合（Independence Bloc）が挙げられる。これに対抗して正教会の聖職者や遊牧民の貴族階級を中心としたエチオピアへの統合派は統一党（Unionist Party）が1947年に結成され、エチオピア政府の支援を受けた。
国連の裁定により、1952年にエチオピア帝国とエリトリアは連邦制を布くこととなった。連邦制施行後、エリトリア独立勢力はエチオピアとの統合を行わない連邦制の堅持を目標としたエリトリア民主戦線（Eritrean Democratic Front, EDF）を結成したが、主要メンバーの逮捕や暗殺、その他の迫害を受けての亡命が相次ぎ、ほどなく衰微した。また1955年の憲法においてアムハラ語のみが政府の公用語として定められるなど「アムハラ化政策」の下でエリトリア人の権利が制限されていくに従ってエリトリア・エチオピアは互いに反目するに至り、1958年には民族主義政党・エリトリア解放運動（ELM）やエリトリア解放戦線が結成され、1960年にはELFの結成がカイロで公式に宣言された。1960年代は、エリトリア人の独立闘争においてはエリトリア解放戦線（ELF）が指導的立場に立った。当初、独立運動に関わる集団は民族及び地理的条件によって分かれていた。ELFの当初の4つの地区別部隊は全て低地地域のものでイスラム教徒を中心にしていた。これらの部隊にはイスラム教徒に支配されることを怖れてキリスト教徒はごく少数しか参加していなかったが、エチオピアによる併合後、公民権が剥奪されるようになって高地のキリスト教徒もELFに参加するようになった。これらのキリスト教徒は上流階級かあるいは高等教育を受けた者が多かった。

## 開戦
1961年9月1日、戦争はハミッド・イドリース・アワテ率いる部隊がエチオピア陸軍及び警察に発砲したことから始まった。ELFはゲリラ戦術を使用してエチオピア軍に対抗した。1962年にエチオピア皇帝ハイレ・セラシエ1世はエチオピアへの併合を拒否する決議を行ったエリトリア議会を軍隊で包囲した上で一方的に解散させ、エリトリアを併合した。エリトリアの首都・アスマラ近郊のカグニューに通信基地を保持していたアメリカ合衆国はこれを黙認した。開戦後、独立勢力側の主導権はELFが握っていたが、1970年に、マルクス主義者及びキリスト教徒のELF組織員の一部は組織を離脱した。これらの構成員が後にエリトリア人民解放戦線（EPLF）を結成し、エリトリア内戦が行われた。同年にエチオピアとEPLFを支援していた中華人民共和国は国交を樹立、1971年にハイレ・セラシエも訪中して毛沢東と会見し、エチオピアはELFへの援助を取り下げた中国から巨額の融資を受けた。

## 帝政崩壊後

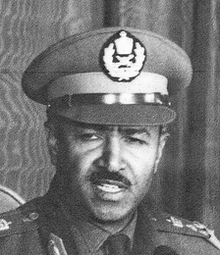
アマン・アンドム中将

1974年、ハイレ・セラシエはクーデターで帝位を逐われた。エリトリアではELFとEPLFは和解し、エチオピア政府軍に対して共同で作戦にあたることになった。エチオピア革命によってメンギスツ・ハイレ・マリアムは、エリトリア出身で独立に対して理解のあったアマン・アンドムによる臨時軍事行政評議会（PMAC）の政権の後にアマンを11月22日に軟禁（翌日殺害）する。テフェリ・バンテ国家元首による代行を挟んで12月12日にはメンギスツは「社会主義宣言」を行い、翌1975年2月11日には大統領兼PMAC議長兼国家元首として政権を執った。デルグ政権と呼ばれるマルクス主義独裁軍事政権となる。「デルグ」とはアムハラ語で「委員会」の意で、PMAC全体を指す。この革命の結果、エチオピア政府はソビエト連邦の影響下に置かれることになった。社会主義を採用することを宣言したエチオピア政府は土地の国有化及び農業の集団化を推し進めたが、これはエリトリアで古くから行われてきた農地の分割相続と対立し、帝政崩壊の後一旦小康状態を保ったエリトリア情勢は再び不穏な状態になった。

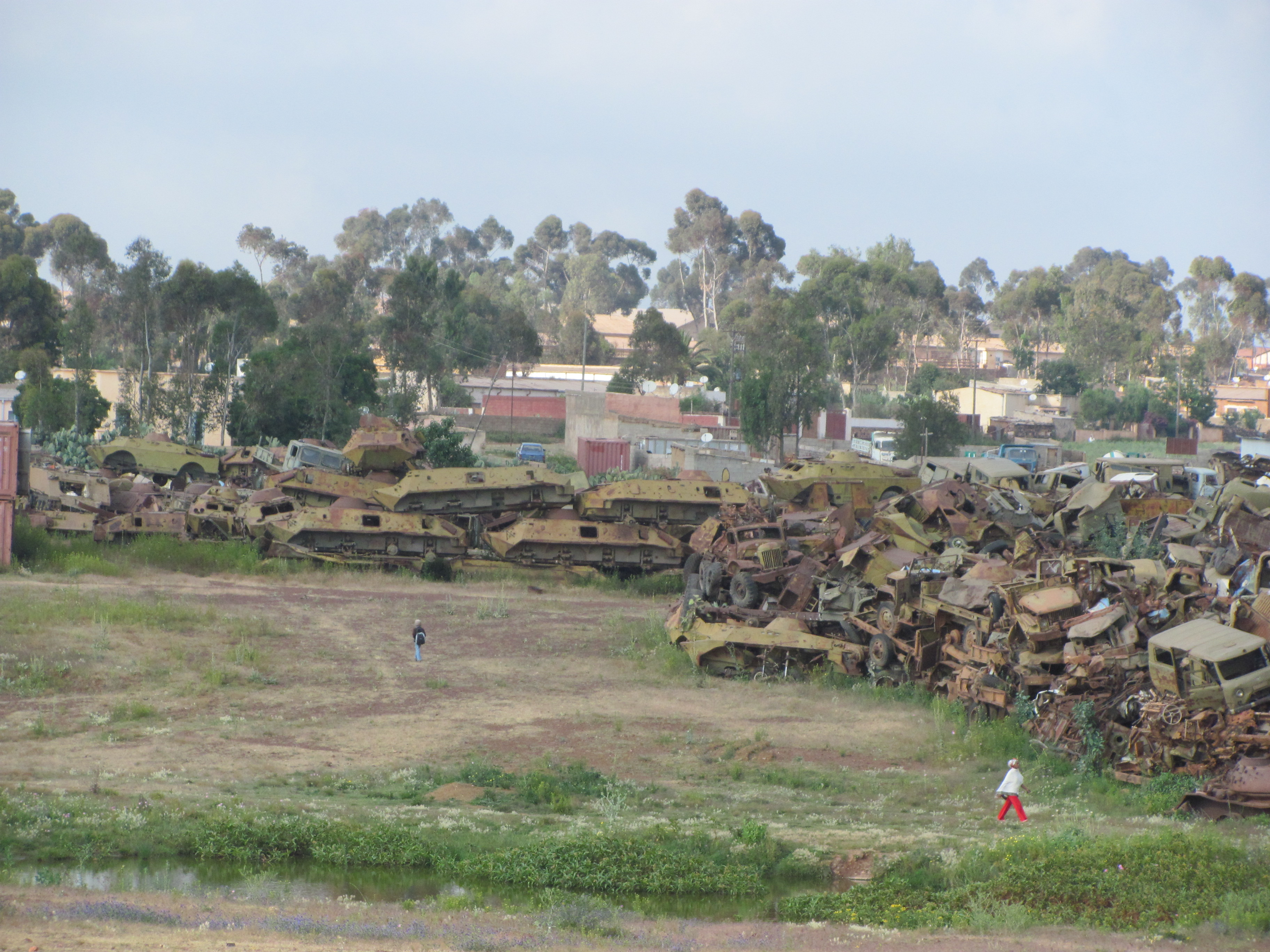
独立戦争中にアスマラ付近で放棄された車両。

帝政崩壊後、1976年にEPLFと決裂したELFから複数のグループが分派した。一部はアラブ諸国に近いエリトリア解放戦線人民解放軍（ELF-PLF）を形成し、一部は中国に近いEPLFに合流した。1970年代後半には、EPLFはエチオピア政府と戦うエリトリア人武装集団の中で指導的な地位を獲得するに至った。この時の指導者はラマダン・モハメッド・ヌール（Ramadan Mohammed Nur）EPLF書記長で、副書記長はイサイアス・アフェウェルキだった。1974年の革命の際にエチオピア陸軍から多くの装備を鹵獲した。
この間、帝政時代と同じようにデルグは自らの力だけでは民衆を抑えることができなかった。各地の守備隊への補給を確実に行うため、軍は民衆に恐怖を植え付ける戦術を行った。例としてエリトリア北部のバシク・デラでは1970年11月17日に全村民をモスクに軟禁した上でモスクを完全に破壊し、生存者を射殺した。こうした虐殺方法は主にエリトリアのイスラム教徒居住地域、シェエブ（メンシェブとも呼ばれる。She'eb、Mensheb）、ヒルギゴ（Hirghigo, Hirgigo）、エラベレド（Elabered, Elabared, Elabored, Ela Beridi）、オム・ハジェル（Om Hajer）等で行われた。大量殺害はイスラム教徒居住地域に限らず別の方法でキリスト教徒居住地域や他の地域でも行われた。

## ソビエト連邦の支援

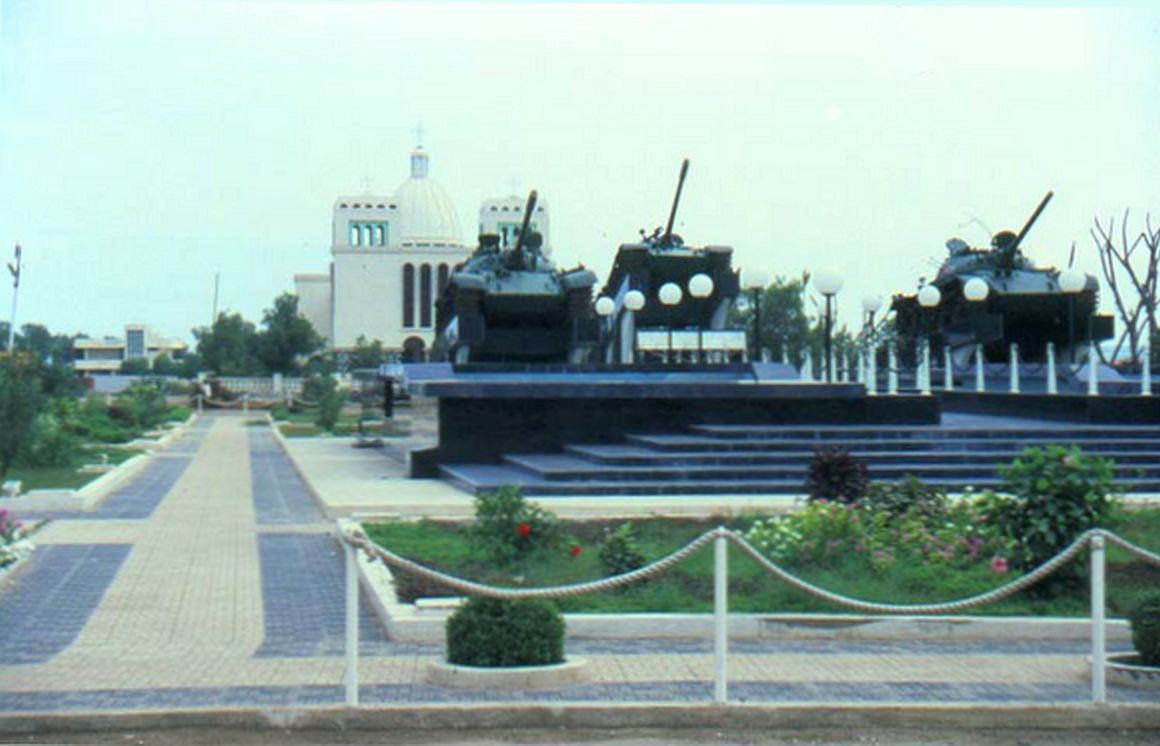
エリトリア・マッサワのメモリアル・スクエア

1977年までに、EPLFは同時にソマリア国境付近で侵攻しエチオピアの軍事物資を接収することでエチオピア人をエリトリアから駆逐する計画がなされていた。しかしデルグはソ連からソ連製兵器の大規模な空輸によってソマリアからの侵入を撃退することに成功した。ソ連からの軍事援助物資を受け取った後、ソマリア・オガデン方面の作戦に使用する労働力及び装備を転用して、エチオピア軍は主導権を取り返し独立勢力を都市から離れた奥地へ追いやることに成功した。この時期の主な軍事衝突としてマッサワの戦い、バレンツ包囲が挙げられる。1978年から1986年まで、デルグは独立派勢力に対して8回の大きな攻勢をかけたが、独立派のゲリラ組織を壊滅させるには至らなかった。1988年にEPLFがエリトリア州におけるエチオピア陸軍の本拠地であるアファベトをアファベトの戦いで奪取すると、エチオピア陸軍の司令部はエリトリア北東部に撤退し、エリトリア西部の盆地から守備隊の引き上げを余儀なくされた。この後EPLFはエリトリア第二の規模を持つケレン付近に根拠地を定めた。その間、EPLF以外の独立勢力もエチオピア軍の占領地域を奪回していった。この紛争中、エチオピア軍は化学兵器を使用していた。また、ナパーム弾が通常の爆弾と同様に使用された。 
1980年代末、ソ連は軍事援助を継続しないことをメンギスツ政権に通告した。ソ連による援助の停止で、エチオピア軍の士気は急速に下がり、EPLFは他のエチオピア国内の反政府勢力と協力して戦線を前進させた。1990年にはエチオピア軍は海軍基地のあるマッサワを失った（第2次マッサワの戦い）。1989年にティグレ人民解放戦線（TPLF）を中心にオロモ人民民主機構（OPDO）、アムハラ民族民主運動（ANDM）、南エチオピア人民民主戦線（SEPDF）が合流して結成されたエチオピア人民革命民主戦線（EPRDF）が1991年5月、エチオピアの首都アディスアベバを陥落させるに至り戦況は決定的となった。EPLFは元来TPLFと協力関係にあったため、EPRDFと共同して作戦を敢行した。

## 独立承認

エリトリアがエチオピアの支配下にあった時期の地図

ベルリンの壁崩壊に象徴された冷戦終結以降、アメリカ合衆国はメンギスツ政権が倒れた1991年5月までの間、ワシントンにおける和平会談を促進していた。1991年5月中旬、メンギスツはエチオピア元首から退き、ジンバブエに亡命した。エリトリアに残存するエチオピア軍を掃討したため、EPLFはエリトリア州全域を支配下に置いた。米国は戦争終結のためロンドンでの和平会談の議長を務めた。これらの会談はEPLFを含む4つの主要な武装集団の代表者が出席して行われた。EPLFはエリトリア新暫定政府とエチオピア政府との会談に暫定政府とは別にオブザーバーとして出席していた。その結果、エチオピアがエリトリア人の独立に関する国民投票を行う権利について承認する協定が結ばれた。

### 国民投票
エリトリアの独立に関して99%を越える支持を受けた1993年4月の国民投票の結果は国際連合エリトリア国民投票監視ミッション（United Nations Observer Mission for the Eritrean Referendum、UNOVER）によって承認され、1993年5月24日に国際的にも独立した。1993年5月28日、国際連合はエリトリアの加盟を正式に承認している。

## 関連組織
- エリトリア解放戦線 (ELF)
- エリトリア人民解放戦線 (EPLF)
- エリトリア解放戦線人民解放軍 (ELF-PLF)
- エリトリア解放戦線中央司令部 (ELF-CC)
- エリトリア解放戦線革命評議会 (ELF-RC)
- エリトリア解放戦線統一組織 (ELF-UO)
- エリトリア解放戦線統一戦線 (ELF-UFE)
- エリトリアイスラム聖戦運動 (EIJM)
- エリトリア統一国民評議会 (EUNC)